# 19 (getal)
Negentien is een meer dan achttien, in het decimale stelsel geschreven als 19, één maal tien plus negen. Negentien gaat vooraf aan 20.

## Wiskunde
Negentien is:
- het op zeven na kleinste priemgetal:
- een gelukkig getal;
- een Keithgetal;
- het kleinste getal {\displaystyle n} waarvoor {\displaystyle n^{n}} alle cijfers {\displaystyle 0,1,\dots ,9} bevat.[1]

## Natuurwetenschap
- Het atoomnummer van kalium.

## Tijdsrekening
- Negentien uur (19.00 uur) is zeven uur in de avond.
- In de Bahá'í-kalender bevat een jaar 19 maanden van elk 19 dagen, alsmede een 19-jarige cyclus en een 361-jarige (19x19) supercyclus. De Báb en zijn discipelen vormden een groep van 19 Letters van de Levende en er waren 19 Apostelen van Bahá'u'lláh.
- Het jaar 19 B.C., het jaar A.D. 19, 1919 of 2019

## Nederlands
- Negentien is een hoofdtelwoord.

## Geschiedenis
- Het aantal leden van het college van bewindhebbers der West-Indische Compagnie, gezamenlijk de Heren Negentien (ook wel de Heeren XIX) genoemd.

## Muziek
- 19, het debuutalbum van de Engelse soul en jazzzangeres Adele.
- 19, een single uit 1985 van de Engelse zanger Paul Hardcastle.